# 魔法使俱樂部
《魔法使俱樂部》（日语：魔法使いTai!）是一部由TRIANGLE STAFF和佐藤順一創作的魔法少女/少年日本動畫，最初於1996年以6集OVA形式播放，隨後於1999年以13集電視動畫的形式播放。並曾被改編為漫畫與輕小說。

## 情節
一艘名為“鐘”的巨大宇宙飛船來到地球，各國的軍隊紛紛阻止它，但沒有任何效果，然而“鐘”並未對地球採取任何攻擊，於是地球人也習慣了與之共存的生活。儘管如此，一群東京都立北橋高中的學生秘密組成了“魔法社”，試圖使用魔法與之對抗。

## 主要角色
- 澤野口沙繪（沢野口 沙絵 （さわのぐち さえ））

配音：小西寛子
北橋高中二年級學生、魔法社新成員。她的舉止有些笨拙，因此經常遇到挫折，但在任何事情上都努力而積極。她將高倉視為一位偉大的導師。雖然她對他的感情其實不止於此，但她也太害羞了，不敢表達。在五名魔法社成員中，沙繪實際上擁有最大的魔法力量，但缺乏充分發揮潛力的訓練和專注力。
- 高倉武男（高倉 武男 （たかくら たけお））

配音：小野坂昌也
魔術社社長，北橋高中三年級生。高倉經常在女孩面前炫耀，並做著不合時宜的白日夢，事實上擁有豐富的魔法知識，另外對自己要求嚴格，是一名在緊急情況下可以依靠的成員。小時候，他在山洞裡意外發現了魔法物品，便開始自學魔法。
- 中富七香（中富 七香 （なかとみ ななか））

配音：飯塚雅弓
北橋高中二年級學生，她從幼稚園起就和沙繪是朋友，並一直很保護她。她是一個腳踏實地的女孩，性格非常堅強，直言不諱。儘管她自己精通魔法，她只想成為一個普通的高中女生，因此一開始有點抗拒加入魔法社。對油壺有好感。
- 油壺綾之丞（油壷 綾之丞 （あぶらつぼ あやのじょう））

配音：子安武人
北橋高中三年級學生，魔術社的副社長。運動全能，魔法也很優秀的美少年，在女學生中很受歡迎。實際上是一名同性戀，但只對高倉展現恩愛；他從來沒有表現出對任何其他男孩感興趣的跡象。
- 愛川茜（愛川 茜 （あいかわ あかね））

配音：岩男潤子
北橋高中一年級學生、魔法社新成員，除了身為學生外，還是平面模特。為人有些我行我素、自由隨性，放學之後不是約會，就是工作，很少參加社團活動，不過她學習魔法十分快速。
- 深山瑞葉（深山 瑞葉 （みやま みずは））

配音：佐久間玲
北橋高中三年級學生、漫畫社社長，是一名巨乳。個性驕傲、霸道，是高倉的青梅竹馬以及“天敵”（她經常找機會使高倉難堪）；事實上心中對高倉具有好感。

## OVA
OVA最初於1996年至1997年由萬代影視發行，共6集。
之後分別曾在2008年於AT-X、2010年於NECO頻道、2012年於Kids Station、2014年底到2015年初於日本BS放送播出。

### 各話標題
| 集數 | 標題                                               | 脚本              | 演出       | 作画監督                            |
| ---- | -------------------------------------------------- | ----------------- | ---------- | ----------------------------------- |
| 1    | ツリガネと高倉先輩と空とぶ魔法                     | 遠藤明範 佐藤順一 | 上田芳裕   | 高橋英樹                            |
| 2    | 巨大ベーゴマと瑞葉先輩（みずはさま）としっぱい魔法 | 小中千昭          | 加瀨充子   | 岡辰也                              |
| 3    | タケトンボと茜ちゃんといけない魔法                 | 小中千昭          | 上田芳裕   | 高橋英樹、伊藤郁子 須賀重行         |
| 4    | 海と洞窟とマジックパーティ                         | 小中千昭          | 加瀬充子   | 岡辰也、高橋英樹 松本文男、伊藤郁子 |
| 5    | 七香と油壷センパイと告白魔法？                     | 小中千昭          | 竹之内和久 | 伊藤郁子                            |
| 6    | 沙絵とジェフくんと大魔法                           | 小中千昭          | 佐藤順一   | 伊藤郁子                            |

### 主題曲
OP「背伸びをして Follow You」
作詞 - 松葉美穂 / 作曲・編曲 - 矢吹俊郎 / 歌 - 魔法使い隊（小西寛子・飯塚雅弓・岩男潤子）。</ref>
ED「またあした」
作詞 - 松葉美穂 / 作曲 - 奧井雅美、矢吹俊郎 / 編曲 - 渡邊格 / 歌 - MASAMI

## 電視動畫
1999年7月7日至10月6日至於WOWOW播出，共13集，為OVA的續集。台灣由衛視中文台播出並譯名為《寶貝魔法使》。

### 各話標題
| 集數 | 播放日        | 標題                                       | 腳本         | 分鏡       | 演出                | 作画監督                              |
| ---- | ------------- | ------------------------------------------ | ------------ | ---------- | ------------------- | ------------------------------------- |
| 1    | 1999年 7月7日 | 沙絵と、魔法クラブと、桜の木               | 小中千昭     | 佐藤順一   | 佐藤順一 河本昇悟   | 田中雄一                              |
| 2    | 7月14日       | 七香と、ケーキと、危険な夜                 | 横手美智子   | 佐藤順一   | 佐山聖子            | 志田ただし                            |
| 3    | 7月21日       | 油壺先輩と、朝顔と、親子面談               | 横手美智子   | 中村隆太郎 | 中村隆太郎          | 関口雅浩                              |
| 4    | 7月28日       | 沙絵と、風呂場と、扉の向こう               | 村井さだゆき | 竹之内和久 | 竹之内和久 松浦錠平 | 田中雄一 山下明彦                     |
| 5    | 8月4日        | 茜ちゃんと、しゃっくりと、アヤシイ関係     | 村井さだゆき | 河本昇悟   | 河本昇悟            | 山本佐和子                            |
| 6    | 8月18日       | 高倉先輩と、やっこと、秘密のデート         | 横手美智子   | 佐藤順一   | 下司泰弘            | 山下明彦                              |
| 7    | 8月25日       | 沙絵と、トマトと、絵筆のダンス             | 小中千昭     | 佐山聖子   | 佐山聖子            | 志田ただし                            |
| 8    | 9月1日        | アリスと、踏切と、ソースせんべい           | 村井さだゆき | 藤本義孝   | 藤本義孝            | 志田ただし                            |
| 9    | 9月8日        | 振り袖と、短パンと、華の時代               | 横手美智子   | 河本昇悟   | 河本昇悟            | 安田好孝                              |
| 10   | 9月15日       | 雪と、子馬と、ファースト・キッス           | 小中千昭     | 佐藤卓哉   | 松浦錠平            | 伊藤良明                              |
| 11   | 9月22日       | 茜ちゃんと、鏡と、歳末バーゲン             | 村井さだゆき | 佐山聖子   | 大久保唯男          | 田中雄一、伊藤良明 安田好孝           |
| 12   | 9月29日       | タコと、稲妻と、ミッキー先輩               | 横手美智子   | 河本昇悟   | 河本昇悟            | 山下明彦                              |
| 13   | 10月6日       | 沙絵の魔法、沙絵の気持ち、いつまでもずっと | 小中千昭     | 佐藤順一   | 佐藤順一 島崎奈々子 | 田中雄一、赤田信人 山下明彦、伊藤郁子 |

### 主題曲
OP「I Wanna Do More」
作詞・作曲・編曲・歌 - 尾崎亞美
ED「Should I Do?」
作詞・作曲・編曲・歌 - 尾崎亞美

## 外部連結
- 魔法使いTai! (OVA) （页面存档备份，存于） - 於萬代頻道的簡介 （日語）
- 魔法使いTai! (TV) （页面存档备份，存于） - 於萬代頻道的簡介 （日語）